# Athenry Castle
Athenry Castle (irisch Caisleán Bhaile Átha an Rí) ist ein Tower House in Athenry im irischen County Galway, das als National Monument gilt. Die Burg liegt an der Court Lane im östlichen Teil von Athenry am Westufer des Clarin auf einer natürlichen Erhebung und schützte die Furt über den Fluss.

## Geschichte
Auch wenn die Burg in der Gegend King John’s Castle oder King John’s Court genannt wird (nach dem englischen König und Herrn von Irland 1177–1216), wurde sie doch erst 20 Jahre nach dem Ende der Herrschaft von Johann Ohneland errichtet.
Der ursprüngliche Donjon (erbaut 1235–1240) war niedrig und untersetzt; das Dach befand sich auf der Ebene des heutigen 1. Obergeschosses. Meyler de Bermingham ließ das Gebäude um 1250 erweitern. 1316 wurde die Burg angegriffen, was zum Bau der Wehrmauern führte. Im 15. Jahrhundert zogen die Berminghams von dort in ihr Stadthaus in der Nähe des Marktkreuzes am Hauptplatz um. 1596 fiel die Burg in die Hände der O’Donnells.
Im Jahre 2005 wurde die Burg restauriert.

## Beschreibung

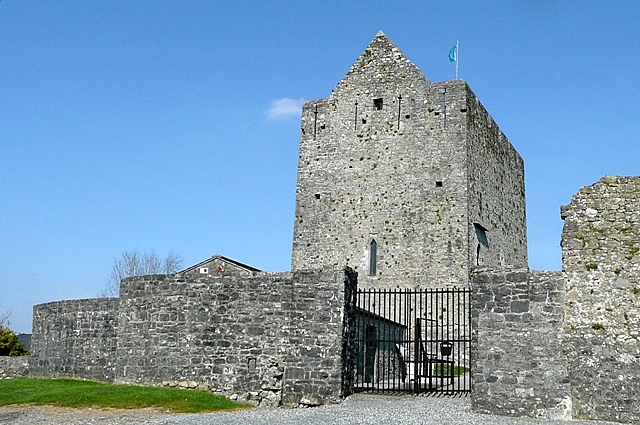
Burg aus einem anderen Blickwinkel

Athenry Castle ist ein großer, rechteckiger Bau mit geneigten Mauern im unteren Stockwerk, das ursprünglich nur eine Halle im oberen Stockwerk und Lagerräume im Erdgeschoss beherbergte. Die Zinnen sind aus dem 13. Jahrhundert und haben hohe Schießscharten. Im 15. Jahrhundert wurden diese Brüstungen in die Giebel auf der Nord- und Südseite des neuen Daches integriert. Teile der ursprünglichen Einfriedung der Burg sind erhalten geblieben.
Der ursprüngliche Eingang befand sich auf der Ebene des Obergeschosses und war über eine hölzerne Außentreppe zu erreichen. Das Gebäude wurde vermutlich durch eine Feuerschale in der Mitte der Halle geheizt; der Rauch gelangte durch einen Stellladen oder eine Öffnung im direkt darüber liegenden Dach nach draußen. Der Aborterker befindet sich auf der dem Eingang entgegengesetzten Seite.
Am Eingang außen und auf der Innenseite von zwei Fensteröffnungen befinden sich schöne Steinmetzarbeiten.
Die Kapitelle sind mit floralen Motiven im Stil der Gegend verziert, der „School of the West“ genannt wird und einen Übergang von der Romanik zur Gotik darstellt.
Eine in die Mauer eingelassene Treppe führte zum obersten Geschoss. Mauertürme waren an der Nordost- und der Südostecke aufgebaut, während die Südwestecke durch das Tor befestigt war.

## In der Literatur
Die Burg taucht in der 2005 erschienenen historischen Novelle für Kinder Hoofbeats: Lara at Athenry Castle von Kathleen Duey auf.